# Nathan Trent
Pour les articles homonymes, voir Trent.
Nathan Trent, de son vrai nom Nathanaele Koll, né le 4 avril 1992, est un chanteur autrichien. Il représenta l'Autriche au Concours Eurovision de la chanson 2017 en solo.

## Vie et carrière
Trent est né le 4 avril 1992 à Innsbruck, en Autriche dans une famille artistique. Dès trois ans, il prend des cours particuliers de violon et de piano. Il participe à plusieurs comédies musicales durant son enfance. Il commence à écrire ses propres chanson à l'âge de onze ans. Son premier single Like it is sort le 18 juin 2016.

## Concours Eurovision de la chanson
Le 19 décembre 2016, le radiodiffuseur autrichien ORF annonce sa participation au Concours Eurovision de la chanson 2017, représentant l'Autriche.